# 勇者逆襲 (第三季)
《勇者逆襲：第三季》（英語：Strike Back: Shadow Warfare）是一部由十集組成、於天空第一台和Cinemax播出的英美合拍電視劇。該劇改編自小說家和前空降特勤隊（SAS）士兵克里斯·萊恩的同名小說，同時也是《勇者逆襲》的第三季，由左岸影視製作。該劇的主演包括菲利普·溫徹斯特、蘇利文·斯坦布萊頓、蘿娜·米莎和蜜雪兒·盧卡斯。故事敘述史東布里吉和史考特被迫從加利福尼亞的假期中被召回，以出擊追捕一個難以捉摸的恐怖組織「祖哈里」。當他們在哥倫比亞成功抓住該組織的神秘高級成員李歐·卡馬利後，第20小隊便開始與卡馬利合作，以阻止祖哈里的危險陰謀。
它於2013年8月9日在美國首播，10月28日在英國首播。

## 演員和角色
- 菲利普·溫徹斯特 飾 麥可·史東布里吉
- 蘇利文·斯坦布萊頓 飾 戴米恩·史考特
- 蘿娜·米莎 飾 瑞秋·道爾頓
- 雷斯漢·史東（英语：Rhashan Stone） 飾 奧利佛·辛克萊少校
- 蜜雪兒·盧卡斯（英语：Michelle Lukes） 飾 茱莉亞·里奇蒙中士
- 祖賓·瓦拉（英语：Zubin Varla） 飾 李歐·卡馬利
- 羅布森·葛林（英语：Robson Green） 飾 菲利普·洛克上校
- 蜜拉娜·傑克森（英语：Milauna Jackson） 飾 金·馬丁內斯
- 特蕾查·史爾伯瓦（英语：Tereza Srbova） 飾 尼娜·皮羅戈瓦少校
- 連姆·加里根 飾 連姆·巴克斯特

## 集數
| 总集数 | 標題   | 導演              | 編劇                                  | 美國首播日期   | 美國收視 （百萬） | 英國首播日期   | 英國收視 （百萬） |
| ------ | ------ | ----------------- | ------------------------------------- | -------------- | ----------------- | -------------- | ----------------- |
| 27     | 第一集 | 麥可·J·巴塞特     | 賽門·伯克 & 提姆·范恩 & 麥可·J·巴塞特 | 2013年8月9日   | 0.493             | 2013年10月28日 | 0.796             |
| 28     | 第二集 | 麥可·J·巴塞特     | 賽門·伯克 & 提姆·范恩 & 麥可·J·巴塞特 | 2013年8月16日  | 0.364             | 2013年11月4日  | 0.805             |
| 29     | 第三集 | 朱利安·福爾摩斯   | 詹姆斯·多梅爾                         | 2013年8月23日  | 0.331             | 2013年11月11日 | 0.781             |
| 30     | 第四集 | 朱利安·福爾摩斯   | 詹姆斯·多梅爾                         | 2013年9月6日   | 0.506             | 2013年11月18日 | 0.726             |
| 31     | 第五集 | 保羅·威爾斯赫斯特 | 約翰·辛普森                           | 2013年9月13日  | 0.417             | 2013年11月25日 | 0.732             |
| 32     | 第六集 | 保羅·威爾斯赫斯特 | 約翰·辛普森                           | 2013年9月20日  | 0.447             | 2013年12月2日  | 0.701             |
| 33     | 第七集 | 史蒂芬·沃爾芬登   | 賽門·伯克 & 班·紐曼                   | 2013年9月27日  | 0.309             | 2013年12月9日  | 0.820             |
| 34     | 第八集 | 史蒂芬·沃爾芬登   | 麥可·J·巴塞特 & 提姆·范恩             | 2013年10月4日  | 0.312             | 2013年12月16日 | 0.832             |
| 35     | 第九集 | 麥可·J·巴塞特     | 李察·扎迪克                           | 2013年10月11日 | N/A               | 2013年12月23日 | 0.742             |
| 36     | 第十集 | 麥可·J·巴塞特     | 李察·扎迪克                           | 2013年10月18日 | N/A               | 2013年12月30日 | 0.709             |

## 外部連結
- Strike Back （页面存档备份，存于） at Sky1
- Strike Back （页面存档备份，存于） at Cinemax
- 互联网电影数据库（IMDb）上《Strike Back》的资料（英文）
- (fr) Strike Back: Shadow Warfare （页面存档备份，存于） sur Robson Green.fr （页面存档备份，存于）